# Frans Maurits Jaeger
Frans Maurits Jaeger (Den Haag, 11 mei 1877 – Haren, 2 maart 1945) was een Nederlands scheikundige en hoogleraar. Hij was gespecialiseerd in de geschiedenis van de chemie.

## Biografie
Jaeger werd geboren in Den Haag als zoon van Frans Maurits Jaeger, oud-officier van de artillerie en docent wiskunde, en Maria Jaeger. Hij volgde een studie scheikunde aan de Universiteit Leiden, die hij in 1898 afsloot. Vervolgens was hij assistent op de geologie-afdeling van deze universiteit, terwijl hij gelijktijdig zijn doctoraal-onderzoek uitvoerde. Na zijn doctoraalexamen studeerde hij kristallografie in Berlijn waar hij in 1903 promoveerde op het proefschrift: "Kristallografisch en moleculaire symmetrie van plaatsing-isomere benzolderivaten".
In 1904 werd Jaeger benoemd tot privaatdocent aan de Universiteit van Amsterdam. In 1908 stapte hij over naar de Rijksuniversiteit Groningen (RUG) als lector. Het jaar erop volgde hij Jacob Böeseken op als hoogleraar en hoofd van de faculteit in organische en fysische chemie.
Van 1910 tot 1911 was hij als research-fellow werkzaam op de geofysische afdeling van het Carnegie Instituut in Washington D.C. In 1915 werd hij lid van de Koninklijke Nederlandse Akademie van Wetenschappen (KNAW). In 1942 ging hij met emeritaat; zogenaamd om gezondheidsredenen maar feitelijk omdat hij het niet eens was met de bezettingsmaatregelen.

## Werk
Jaeger heeft belangrijk werk verricht op het gebied van de historie van de chemie in gepubliceerde werken als "Elementen en atomen eens en thans" (1918), "Historische Studien" (1919) en een studie over Cornelis Drebbel en diens tijdgenoten (1922). In 1924 verscheen zijn leerboek "Inleiding tot de studie der kristalkunde", waarin hij onder andere zijn bevindingen betreffende de eigenschappen van kristallen en andere complexe verbindingen beschreef.
Daarnaast deed Jaeger ook belangrijk onderzoek op het gebied van de fysische chemie bij hoge temperaturen, waarbij hij natuurkundige eigenschappen van vloeistoffen en gesmolten zouten bepaalde tot temperaturen van 1650 graden Celsius.